# Aloe deserti
Aloe deserti är en grästrädsväxtart som beskrevs av Alwin Berger. Aloe deserti ingår i släktet Aloe och familjen grästrädsväxter. IUCN kategoriserar arten globalt som nära hotad. Inga underarter finns listade i Catalogue of Life.